# Pierre Normal
Pierre Normal is een Frans-Belgische band die elektronische minimale new wave maakt met invloeden van new beat, acid house en chansons. De zanger en zangeres zingen per nummer afwisselend apart of samen.
In 2007 kwam op het Belgische label Pneu de cassette Cassette uit met vier nummers, die in datzelfde jaar ook verschenen op het debuutalbum Pierre Normal. Verder kwamen enkele nummers uit op verzamelplaten van het Italiaanse label Punch Records, het Duitse Treue Um Treue en het Nederlandse Enfant Terrible. Acid Tear, dat verscheen op de verzamel-lp Retours D'Acide - A New Beat Acid House Flashback is het enige nummer van de groep in de Engelse taal. Alle andere nummers hebben een Franse tekst.
Sinds 2006 trad de groep op in verschillende steden in België, Nederland (ZXZW, Extrapool), Frankrijk en Zwitserland en in Stuttgart en Zagreb.

## Leden
- P. Jupiter, zang
- Rachel Sassi, zang
- d.trep (Derek Sein), ook bekend als Hval Mus